# Суччиво
Суччиво (італ. Succivo) — муніципалітет в Італії, у регіоні Кампанія,  провінція Казерта.
Суччиво розташоване на відстані близько 180 км на південний схід від Рима, 15 км на північ від Неаполя, 14 км на південний захід від Казерти.
Населення — 8417 осіб (2014).
Щорічний фестиваль відбувається Prima domenica липня. Покровитель — Ss. Salvatore.

## Демографія
Населення за роками:

Станом на 1 січня 2023 року в муніципалітеті офіційно проживали 374 іноземці з 31 країни, серед них 27 громадян країн Євросоюзу та 56 громадян України.

## Сусідні муніципалітети
- Чеза
- Гричиньяно-ді-Аверса
- Марчанізе
- Орта-ді-Ателла
- Сант'Арпіно